# Вільгушинський Роман Казимирович
Роман Казимирович Вільгушинський (нар. 30 квітня 1963, с. Язловець, нині Україна) — український скульптор. Член Національної спілки художників України (1994). Заслужений художник України (2009). Народний художник України (2020). Доцент кафедри образотворчого мистецтва, дизайну та методики їх викладання Тернопільського національного педагогічного університету імені Володимира Гнатюка.

## Життєпис

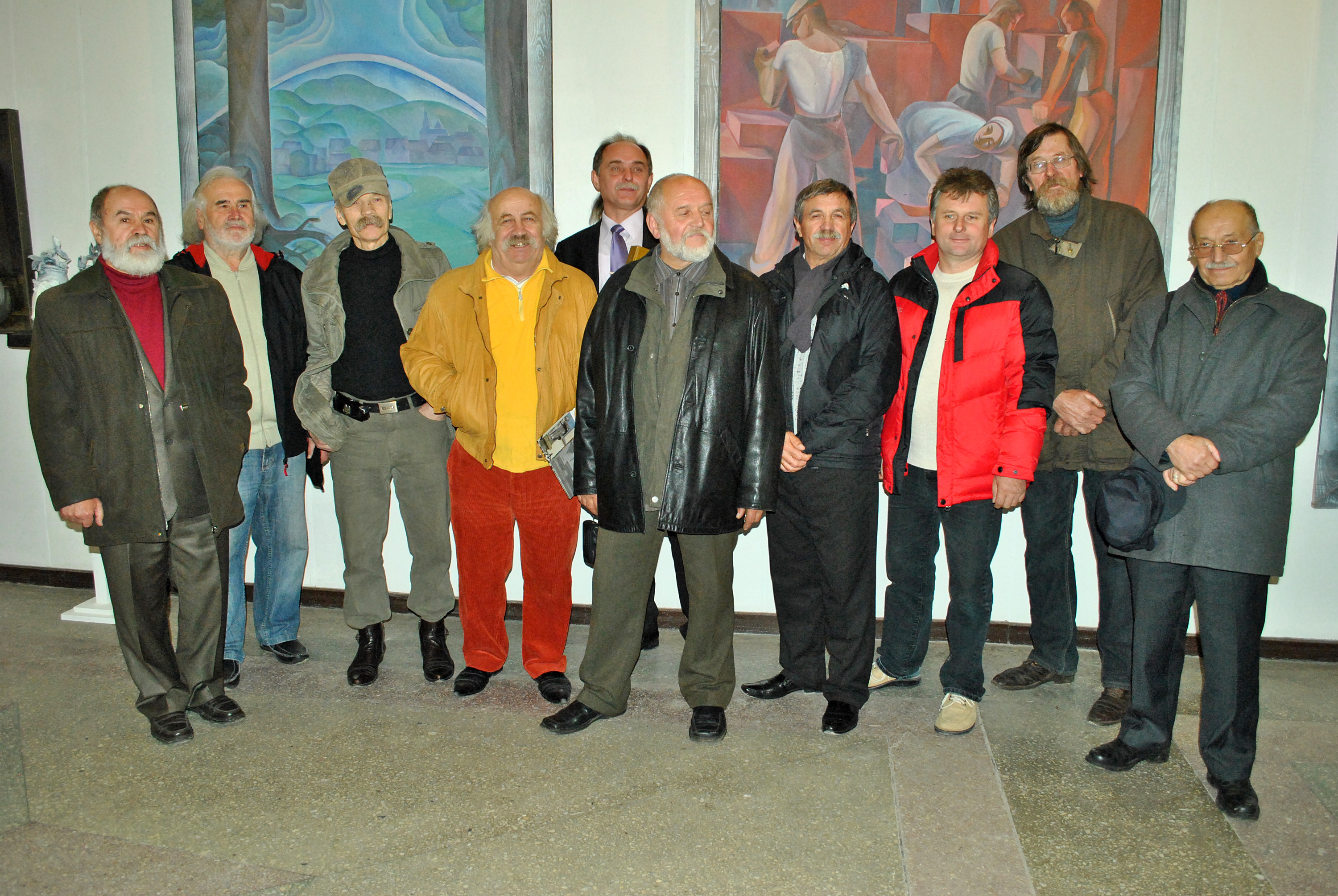
Лауреати літературно-мистецької премії імені Михайла Бойчука. Третій справа — Роман Вільгушинський.

Роман Казимирович Вільгушинський народився 30 квітня 1963 року в селі Яблунівці Бучацького району Тернопільської області (нині Язловець, Україна).
У 1984—1989 роках навчався у Львівському інституті декоративного і прикладного мистецтва (спеціальність — художня кераміка; викладачі Дмитро Крвавич, Іван Франк).
Від 1989 р. живе у Тернополі. Працює в галузі монументальної і станкової скульптури.
Персональні виставки — у Тернополі (1996, 1998). Учасник виставок у Тернополі, Києві, Львові та інших містах.

## Вибрані твори

### станкові скульптури
- «Світла постать» (1996)
- «Відпочинок амазонки» (1996)
- «Купальниця» (1998, штучний камінь)[4]
- «Торс» (2000)
- «Філософський камінь»[5]

### монументальні скульптури
- погруддя Тараса Шевченка
  - в Богданівці Підволочиського району (1991),
  - в Соколові Бучацького району (1998);
- пам'ятники
  - о. Тимотеєві Бордуляку — с. Великий Ходачків Козівського району (1992)
  - Степанові Бандері — м. Теребовля (1999)
  - монумент Ісусові Христу — м. Бучач (2003)
  - патріарху Йосифу (Сліпому) — Тернопіль (2004, архітектор Анатолій Водоп'ян, освячено за участі Преосвященнішого кардинала Любомира Гузара)
  - Степанові Бандері — м. Тернопіль (2008)
  - Софії (Анні-Дороті) Хшановській — м. Теребовля (2012)[6]
  - Іоанну Георгію Пінзелю — Бучач (відкритий і освячений 16 листопада 2014)
  - пам'ятник Небесній сотні — м. Тернопіль (відкритий і освячений 14 жовтня 2016).
  - Пам'ятник Карлу-Емілю Францозу — Чортків (2017)
- меморіальні комплекси
  - воякам УГА — м. Теребовля (1993)
  - на честь проголошення незалежності України — с.  Настасів Тернопільського району (1994)
- пам'ятні знаки воякам УПА
  - с. Зарваниця Теребовлянського району
  - с. Вишнівчик Теребовлянського району
- скульптури Ангела-хоронителя
  - смт Підволочиськ,
  - смт Заводське Чортківського району
- інші
  - придорожня статуя Божої Матері з маленьким Ісусиком на руках — Бучач, неподалік церкви святих апостолів Петра і Павла (2005, освячена в неділю напередодні свята Покрови)[7]
  - барельєф Назарію Войтовичу — м. Тернопіль, на фасаді Тернопільського кооперативного торговельно-економічного коледжу (2015)[8]

Серед цікавих робіт — створення 2006 р. копії скульптури «Святий Онуфрій», котру свого часу створив видатний митець доби рококо Іван Георгій Пінзель. Копія передана до Львівської національної галереї мистецтв через малу доступність оригіналу для дослідників і прихильників мистецтв. Це не перше звернення Романа Вільгушинського до творчости уславленого попередника середини XVIII століття. Серед нових завдань — копії декоративних скульптур, що прикрашають дах ратуші в місті Бучач. Частка з них знищена чи значно пошкоджена пожежею. Скульптор намагається реставрувати пошкоджені твори, що надасть можливість зберігати оригінали в музеї, а копії виставити на первісні місця на даху ратуші.

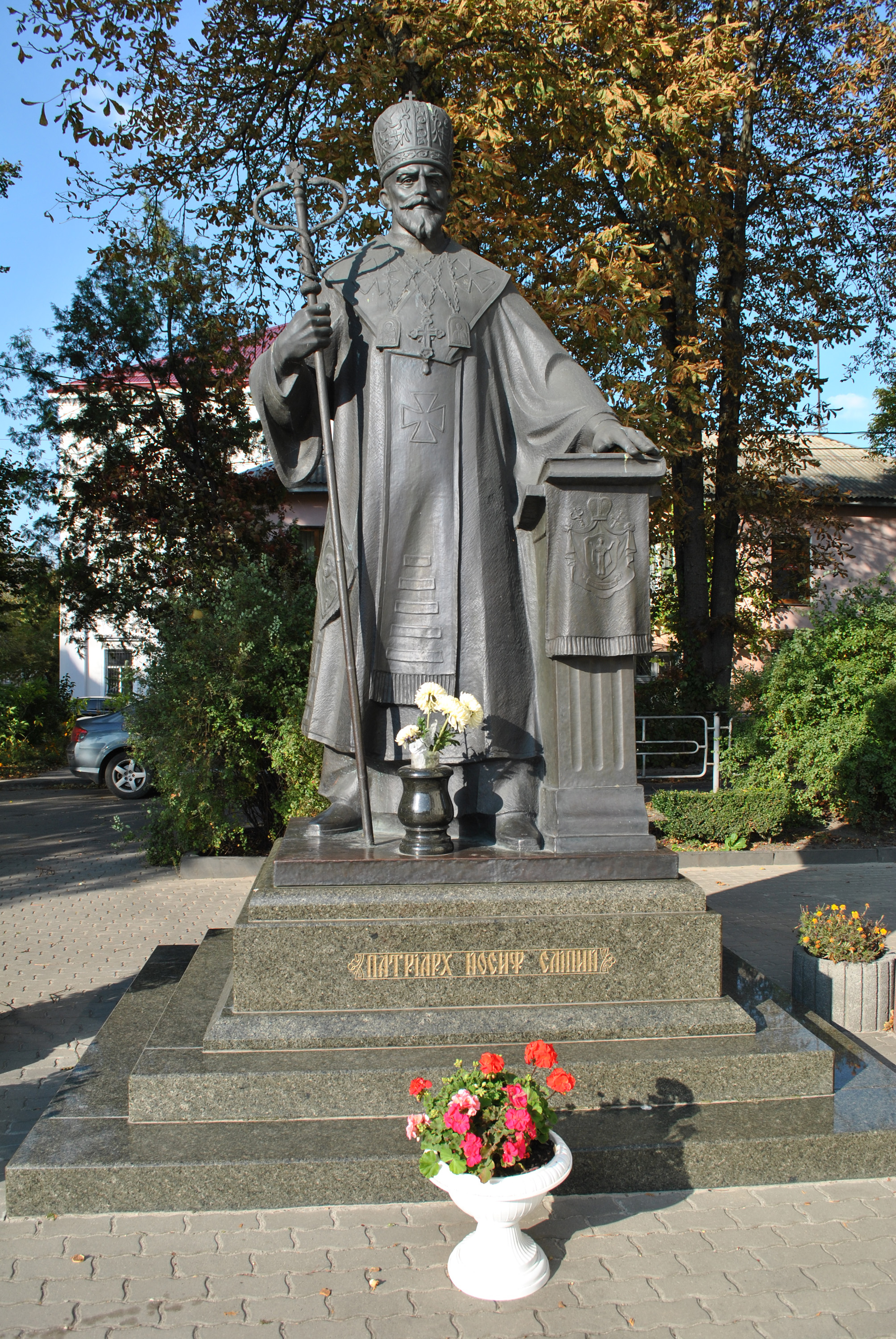
Пам'ятник Йосифу Сліпому, Тернопіль
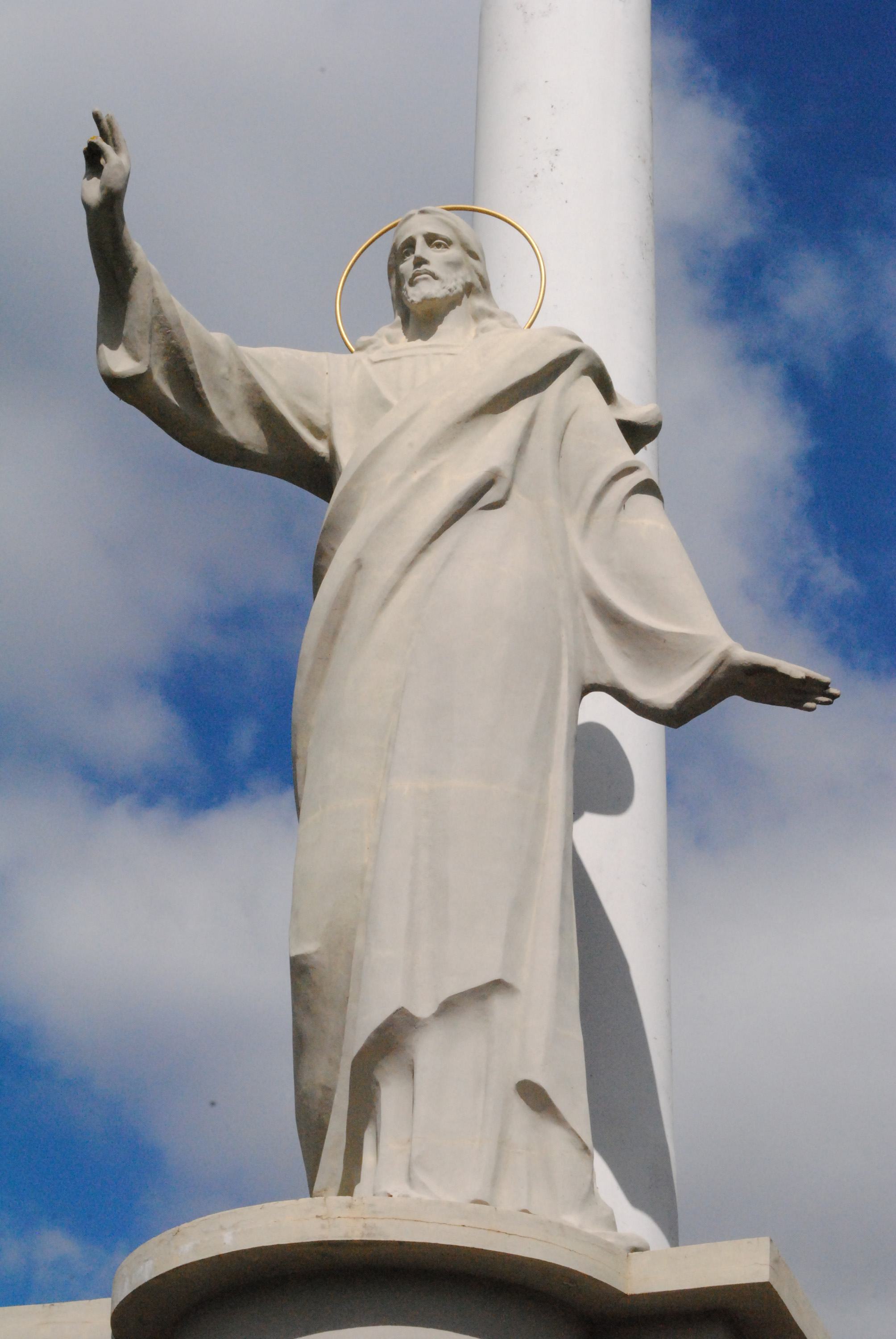
Монумент Христові-Спасителю, Бучач
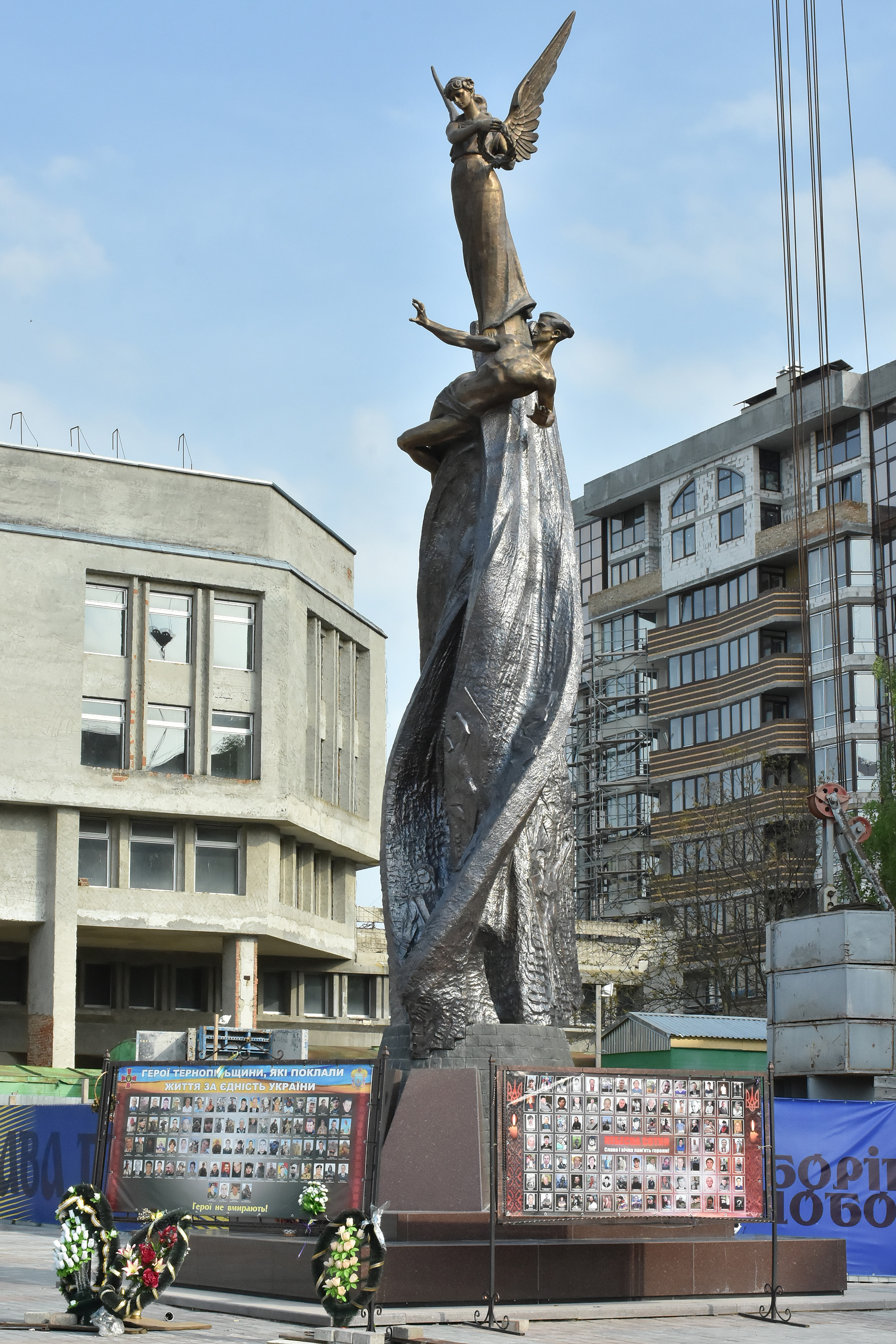
Пам'ятник Небесній сотні, Тернопіль
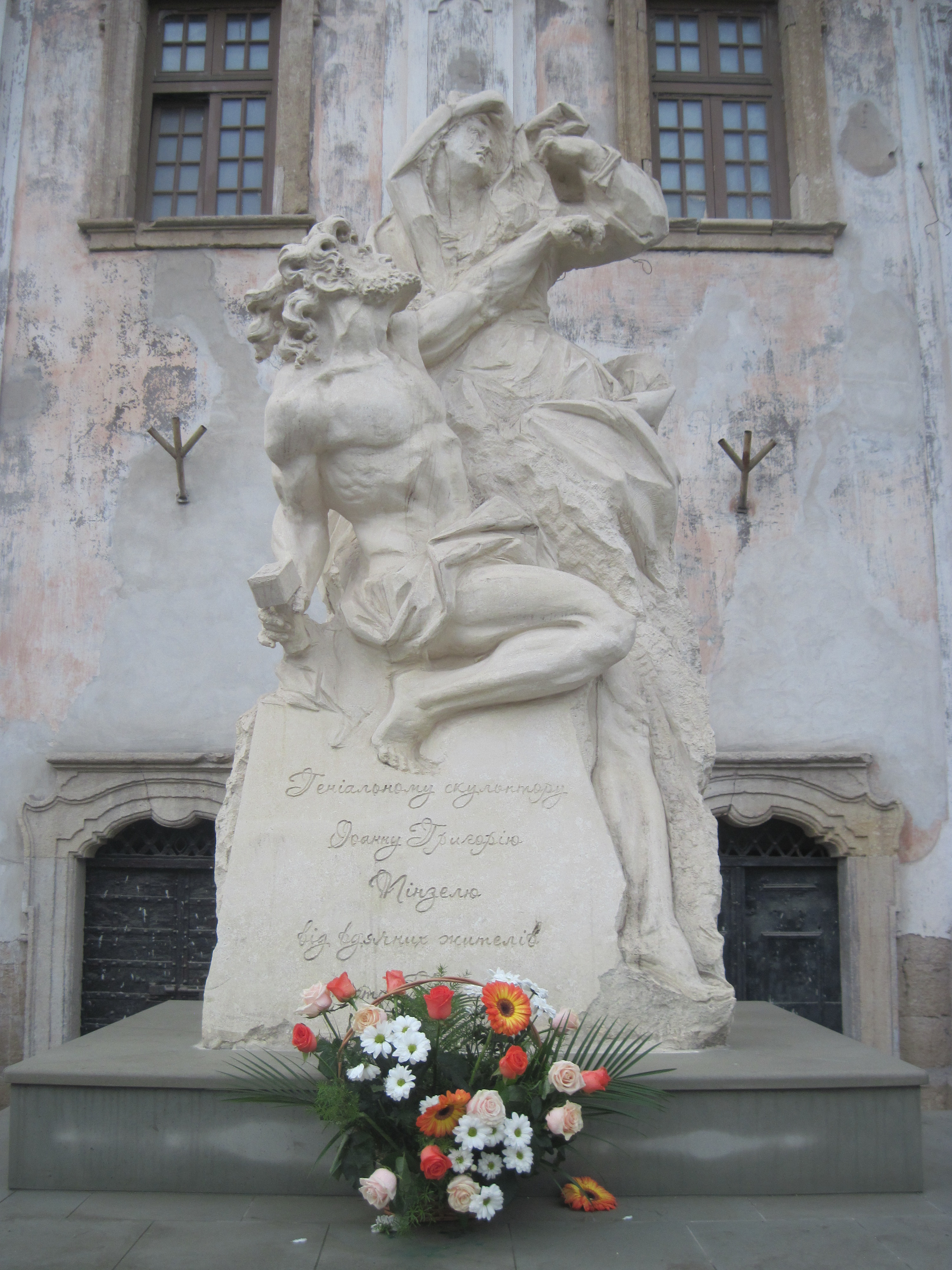
Пам'ятник Іоану Георгію Пінзелю, Бучач
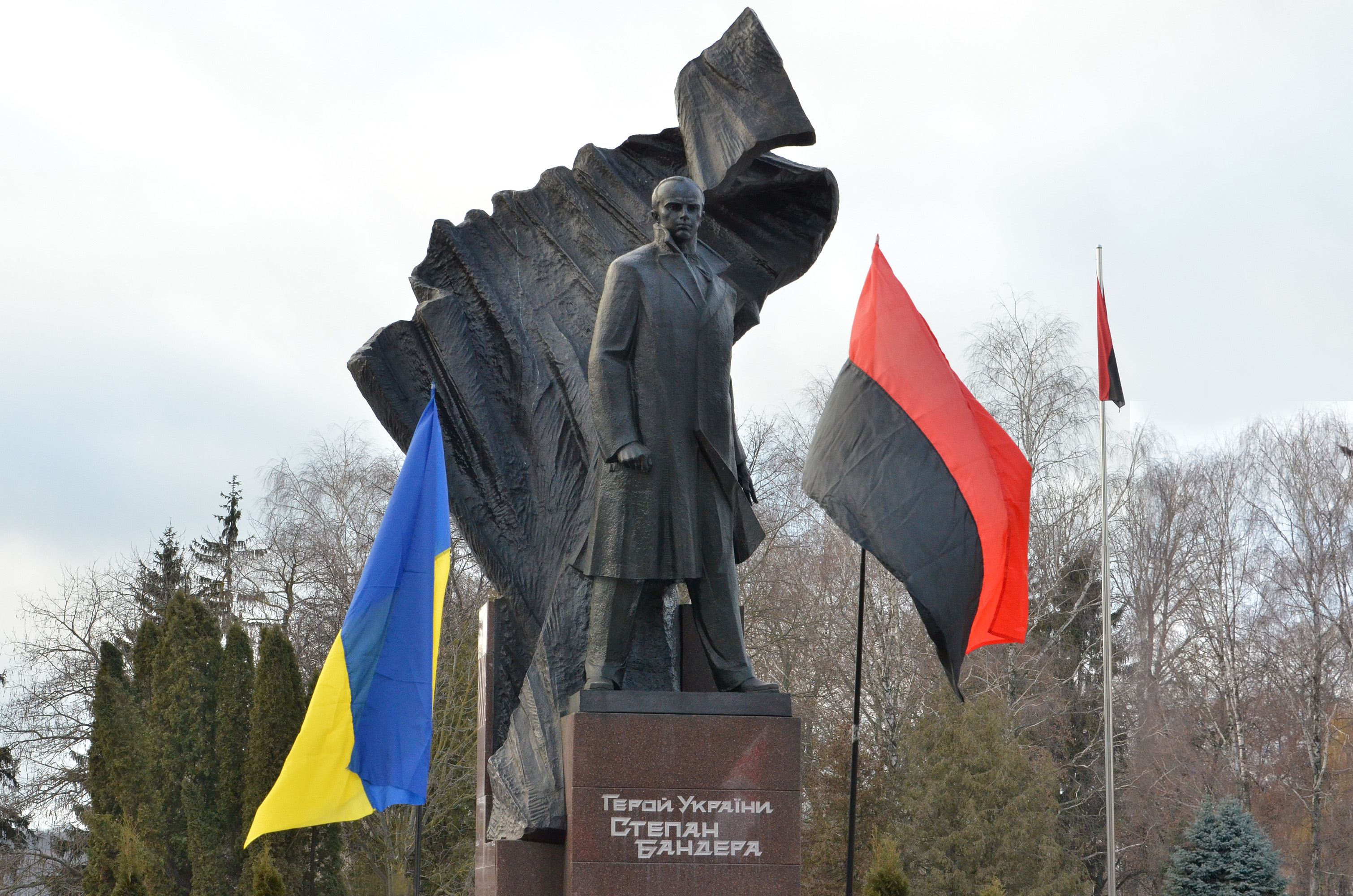
Пам'ятник Степанові Бандері, Тернопіль